# إدوين مولس
إدوين مولس (بالإنجليزية: Edwin Moles)‏ (13 ديسمبر 1908 – 16 يوليو 1969) هو سبّاح من الولايات المتحدة راحل، مثّل بلاده في الألعاب الأولمبية الصيفية 1932.

## روابط خارجية
إدوين مولس على موقع أوليمبيديا (الإنجليزية)